# تشارلز إل. ألين
تشارلز إل. ألين (بالإنجليزية: Charles L. Allen)‏ هو صحفي أمريكي، ولد في 1913، وتوفي في 30 أغسطس 2005.